# David Amsalem

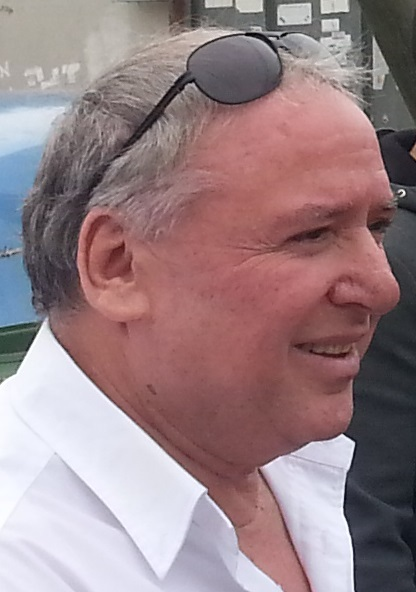
David Amsalem

David "Dudi" Amsalem (hebräisch דוד "דודי" אמסלם, * 11. August 1960 in Jerusalem) ist ein israelischer Politiker (Likud). Er war von Mai 2020 bis Juni 2021 Minister für Zusammenarbeit zwischen Regierung und der Knesset sowie Minister für nationale digitale Angelegenheiten.

## Leben
David Amsalem besuchte die Yeshivat Or Etzion und absolvierte danach seinen Militärdienst. Er studierte Wirtschaftswissenschaften an der Bar-Ilan-Universität. Seit Mai 2015 ist Amsalem Abgeordneter in der Knesset. Anfang Juli 2019 wurde er zum Minister für Kommunikation im Kabinett Netanjahu IV ernannt. Im Kabinett Kabinett Netanjahu V war er von Mai 2020 bis Juni 2021 Minister für Zusammenarbeit zwischen Regierung und der Knesset sowie Minister für nationale digitale Angelegenheiten.
Er ist verheiratet und hat zwei Kinder.

## Politische Positionen
Anfang Juli 2025 gehörte Amsalem zu den Unterzeichnern eines Briefes an Ministerpräsident Netanjahu, in dem 14 Minister der Likud-Partei sowie Knesset-Sprecher Amir Ohana die sofortige Annexion des Westjordanlandes forderten.